# Brigitte Klintskov Jerkel
Brigitte Klintskov Jerkel, née le 21 juillet 1969 à Gentofte (Danemark), est une femme politique danoise, membre du Parti populaire conservateur.

## Biographie
Brigitte Klintskov Jerkel est successivement assistante maternelle, conseillère pour enfants et conseillère pour demandeurs d'emploi.
Engagée au sein du Parti populaire conservateur, elle est élue conseillère municipale de Greve lors du scrutin de novembre 2005. Au cours de ses mandats successifs au conseil municipal, elle occupe différents rôles, dont celui de maire-adjointe.
Elle est élue conseillère régionale de Sjælland lors des élections régionales de novembre 2013, puis réélue lors des élections de novembre 2017,.
Elle est candidate aux élections législatives de juin 2015 dans la circonscription de Seeland, mais ne parvient pas à remporter de siège, devenant seulement la première suppléante pour son parti. Elle devient députée temporaire au Folketing le 15 décembre 2016, quand le ministre Brian Mikkelsen se met en congé de son mandat parlementaire. Elle devient députée de plein exercice quand il démissionne en juin 2018.
Elle conserve son siège lors des élections législatives de juin 2019, et est de nouveau réélue lors des élections législatives de novembre 2022,.